# Jürgen Barth (ciclista)
Jürgen Barth (Berlín, 12 de maig de 1943 - Raubling, Baviera, 17 de gener de 2011) va ser un ciclista alemany, que va destacar en el ciclisme en pista. Va guanyar tres medalles, una d'elles d'or, als Campionats del món de Tàndem sempre fent parella amb Rainer Müller. Va participar en dues edicions dels Jocs Olímpics.

## Palmarès
- 1968
  -  Campió d'Alemanya amateur en Velocitat
- 1969
  -  Campió d'Alemanya amateur en Velocitat
  -  Campió d'Alemanya amateur en Tàndem (amb Rainer Müller)
- 1970
  -  Campió del món en Tàndem (amb Rainer Müller)
  -  Campió d'Alemanya amateur en Velocitat
  -  Campió d'Alemanya amateur en Tàndem (amb Rainer Müller)
- 1971
  -  Campió d'Alemanya amateur en Velocitat
  -  Campió d'Alemanya amateur en Tàndem (amb Rainer Müller)
- 1972
  -  Campió d'Alemanya amateur en Tàndem (amb Rainer Müller)